# Dynastor darius
Espèce
Dynastor darius est une espèce de Lépidoptère de la famille des Nymphalidés et du genre Dynastor.

## Dénomination
Dynastor darius a été décrit par Johan Christian Fabricius en 1775.

### Sous-espèces
- Dynastor darius darius; présent au Brésil
- Dynastor darius anaxarete (Cramer, [1776]); présent au Surinam et en Guyane
- Dynastor darius faenius Fruhstorfer, 1912; présent au Brésil
- Dynastor darius ictericus Stichel, 1904; présent au Paraguay
- Dynastor darius stygianus Butler, 1872; présent au Mexique, au Costa Rica, au Guatemala,et en Équateur[1],[2].

### Nom vernaculaire
Dynastor darius se nomme Darius Giant Owl en anglais et Dynastor darius stygianus Daring Owl-Butterfly,.

## Description
Dynastor darius est un grand papillon, au bord costal des ailes antérieures très courbe. Le dessus des ailes est de couleur noir à marron foncé avec les ailes antérieures tachées de blanc en courte bande depuis la moitié du bord costal et en taches isolées dans l'aire postdiscale.
Le revers est beige avec à l'aile antérieure une large plage blanchâtre le long du bord costal de sa moitié à l'apex.

## Biologie

### Plantes hôtes
Les plantes hôtes de sa chenille sont nombreuses Aechmea fasciata, Aechmea nudicaulis, Ananas comosus, Billbergia nutans, Billbergia speciosa, Bromelia fastuosa, Ortgiesia gamosepala et Tillandsia zebrina.

## Écologie et distribution
Dynastor darius est présent au Costa Rica, au Guatemala, en Colombie, en Équateur, en Bolivie, au Paraguay, en Argentine, au Brésil, au Surinam et en Guyane,,.

### Protection
Pas de statut de protection particulier.